# Atilio López
Higinio Atilio López Riveros (né le 5 février 1925 à Villarrica au Paraguay et mort le 14 juillet 2016) est un ancien joueur et entraîneur de football paraguayen.

## Carrière

### Joueur
López fait partie de l'équipe du Paraguay de football qui participe à la coupe du monde 1950 (dont lui et César López Fretes sont les uniques buteurs paraguayens lors du match nul 2-2 contre la Suède) et à la Copa América 1953 remportée par le Paraguay au cours de laquelle il inscrit trois buts dont un en finale contre le Brésil.
Au niveau des clubs, il évolue dans plusieurs équipes comme le Nacional et le Club Guaraní au Paraguay, Boca Juniors de Cali en Colombie, l'Atlético Madrid en Espagne, l'Atlético Chalaco au Pérou, ainsi qu'Atahualpa et Aucas en Équateur.

### Entraîneur
Après sa retraite de joueur, López entraîne des équipes de première division paraguayenne comme le Sportivo Luqueño, Guaraní et Club Libertad. Il prend également les rênes de nombreuses équipes de jeunes dans le pays.

## Palmarès
| Saison | Club     | Titre                             |
| ------ | -------- | --------------------------------- |
| 1949   | Guaraní  | Liga Paraguaya : Primera División |
| 1953   | Paraguay | Copa América                      |
| 1959   | Aucas    | Championnat équatorien            |